# 스포츠 클럽

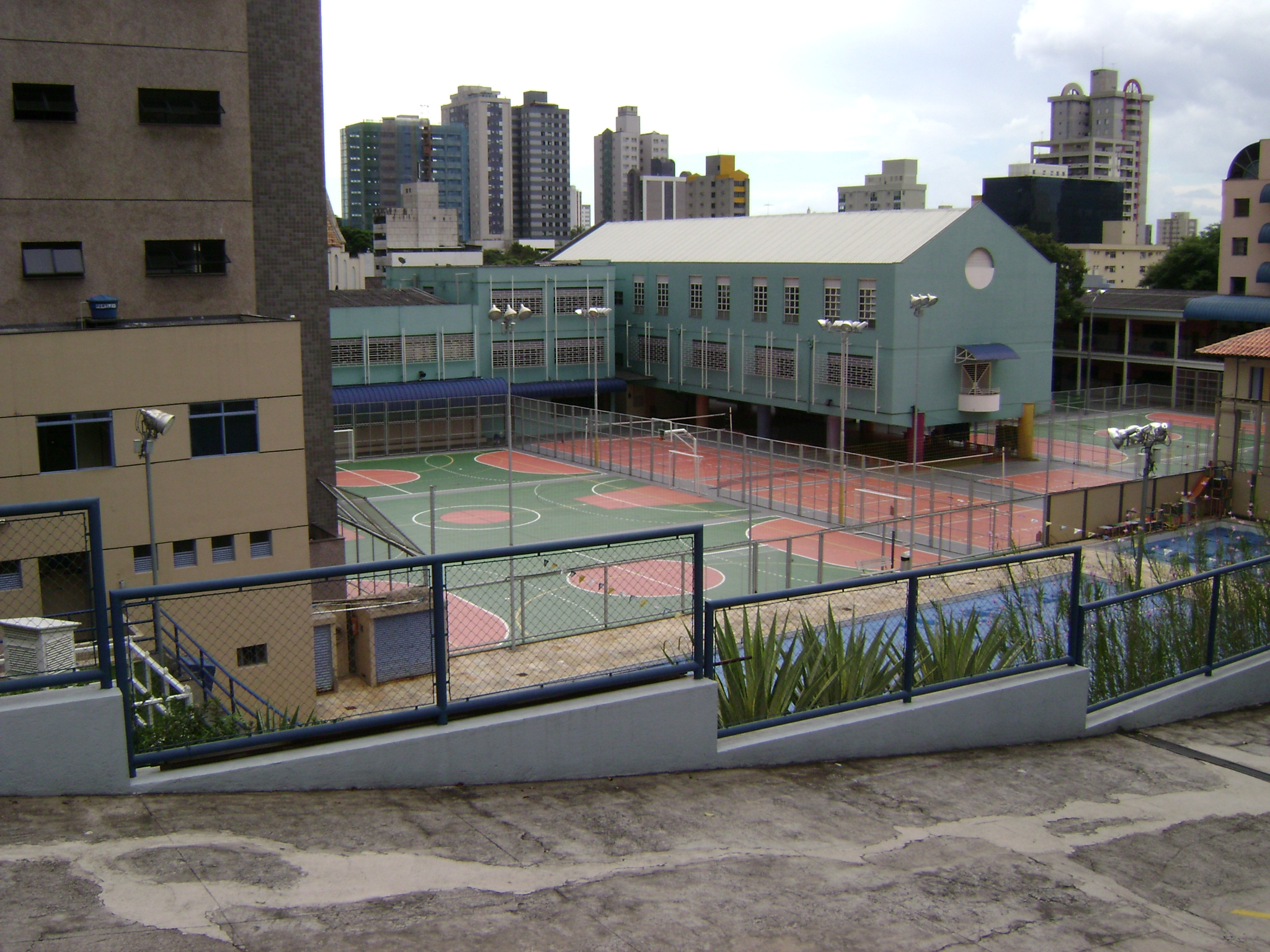
스포츠 클럽

스포츠 클럽(Sports club)은 임의의 스포츠를 하기 위해 만들어진 집단이다. 스포츠를 목적으로 결성된 사람들의 모임이다.
스포츠 클럽은 회원들이 함께 플레이하고, 무보수이며, 가족과 친구가 주로 지켜보는 다른 유사한 클럽에서 때때로 플레이할 수 있는 조직에서부터 다른 클럽의 팀과 정기적으로 경쟁하고 때때로 매우 유치한 팀을 보유한 프로 선수가 있는 대규모 상업 조직에 이르기까지 다양하다. 유료 관중의 많은 군중. 클럽은 단일 스포츠 또는 여러 스포츠(멀티 스포츠 클럽) 전용일 수 있다.
육상 클럽이라는 용어는 때때로 육상 전용 클럽이 아닌 일반 스포츠 클럽에 사용된다.

## 같이 보기
- 커뮤니티 오거나이제이션
- 컨트리 클럽
- 헬스클럽
- 스포츠 공개 유한 법인